# Ctenucha argentiniana
Ctenucha argentiniana är en fjärilsart som beskrevs av Embrik Strand 1920. Ctenucha argentiniana ingår i släktet Ctenucha och familjen björnspinnare. Inga underarter finns listade i Catalogue of Life.